# Rubus wimmerianus
Rubus wimmerianus là loài thực vật có hoa trong họ Hoa hồng. Loài này được (Sprib. ex Sudre) Sprib. miêu tả khoa học đầu tiên năm 1909.